# Monnina conferta
Monnina conferta är en jungfrulinsväxtart som beskrevs av Hipólito Ruiz López och Pav.. Monnina conferta ingår i släktet Monnina och familjen jungfrulinsväxter. Inga underarter finns listade i Catalogue of Life.